# Pression œsophagienne
La pression œsophagienne (Pœso) est en médecine une mesure réalisée lors d'un enregistrement polysomnographique et permettant de déterminer l'effort respiratoire d'un patient. 
Elle se mesure grâce un tube très fin qui passe par le nez et se termine dans l’œsophage pour mesurer la pression intra-thoracique.